# Platymantis punctata
Platymantis punctata é uma espécie de anfíbio da família Ranidae.
É endémica da Nova Guiné Ocidental na Indonésia.
Os seus habitats naturais são: florestas subtropicais ou tropicais húmidas de baixa altitude.
Está ameaçada por perda de habitat.